# Primula klattii
Primula klattii är en viveväxtart som beskrevs av Nambiyath Puthansurayil Balakrishnan. Primula klattii ingår i släktet vivor, och familjen viveväxter. Inga underarter finns listade i Catalogue of Life.